# Alva Adams (Politiker)

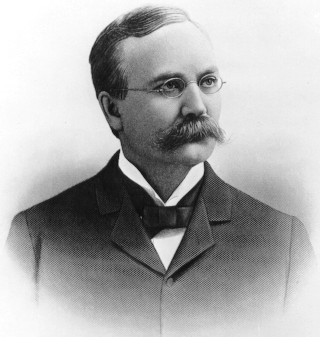
Alva Adams

Alva Adams (* 14. Mai 1850 im Iowa County, Wisconsin; † 1. November 1922 in Battle Creek, Michigan) war ein US-amerikanischer Politiker (Demokratische Partei) und zwischen 1887 und 1905 insgesamt dreimal Gouverneur des Bundesstaates Colorado.

## Frühe Jahre und politischer Aufstieg
Nach der Grundschule wurde Adams ein erfolgreicher Geschäftsmann. Im Jahr 1871 kam er nach Colorado, wo er im Holz- und Eisenwarengeschäft tätig wurde. Innerhalb von fünf Jahren errichtete er Filialen seines Unternehmens entlang der Denver-&-Rio-Grande-Eisenbahnstrecke. Im Jahr 1873 wurde Adams in den Stadtrat von South Pueblo gewählt, 1876 erfolgte seine Wahl in das Repräsentantenhaus von Colorado. Schließlich wurde er im Jahr 1886 zum Gouverneur seines Staates gewählt, wobei er sich mit 50:47 Prozent der Stimmen gegen den Republikaner William H. Meyer durchsetzte.

## Gouverneur von Colorado
Adams trat seine erste von drei nicht zusammenhängenden Amtszeiten am 11. Januar 1887 an. Damals wurde in Colorado ein Arbeitsamt gegründet, öffentliche Hinrichtungen wurden abgeschafft und die Prügelstrafe in den Gefängnissen wurde verboten. Ein neues Jugendschutzgesetz verbot Kinderarbeit für Jugendliche unter 14 Jahren. Nach dem Ablauf seiner ersten Amtszeit am 8. Januar 1889 widmete sich Adams wieder seinen geschäftlichen Interessen, bis er am 3. November 1896 zum zweiten Mal zum Gouverneur gewählt wurde. In seiner zweiten Amtszeit (12. Januar 1897 bis 10. Januar 1899) vermittelte er in einem Streik in Leadville. Damals wurde auch ein Arbeitsschiedsgericht ins Leben gerufen. In diese Zeit fällt der Spanisch-Amerikanische Krieg, zu dem auch Colorado seinen Teil beitragen musste. Der Gouverneur selbst sammelte Geld für die Ausrüstung der Soldaten aus seinem Staat.
Adams kandidierte 1904 erneut als Gouverneur. Amtsinhaber war der auch unter innerhalb seiner Partei umstrittene James Hamilton Peabody. Adams gewann die Wahl im November mit knapp 10.000 Stimmen Vorsprung vor Peabody. Die Republikaner um Peabody warfen Adams Wahlbetrug vor. Im Austausch dafür, dass Peabody noch Richter des Obersten Gerichts Colorados ernennen durfte, zogen die Republikaner ihren Protest zurück und Adams wurde am 10. Januar 1905 als Gouverneur vereidigt. Zwei Tage später legte Peabody Protest gegen die Wahl ein. Der im November 1904 gewählte Vizegouverneur Jesse Fuller McDonald von den Republikanern setzte eine Untersuchungskommission ein. Das Oberste Gericht von Colorado stimmte zu, diejenigen Stimmbezirke nicht zu berücksichtigen, in denen Wahlbetrug vorgekommen war, während Hinweise auf Wahlbetrug durch die Republikaner ignoriert wurden. Nur dadurch gelang es, einen Stimmenvorsprung für Peabody zu ermitteln. In Anbetracht der Lage entschlossen sich die Demokraten, wenigstens Peabody als Gouverneur zu verhindern. Man einigte sich darauf, dass Peabody nur als Gouverneur vereidigt würde, wenn er bereit sei, sofort zurückzutreten. Mit Peabodys Vereidigung am 16. März 1905 war Adams seines Amtes enthoben. Unmittelbar nach Peabodys Rücktritt am folgenden Tag wurde Jesse McDonald als neuer Gouverneur vereidigt.

## Weiterer Lebenslauf
Nach seinem Ausscheiden aus dem Amt des Gouverneurs widmete sich Adams erneut seinen privaten Geschäften. Im Jahr 1906 kandidierte er nochmals, allerdings ohne Erfolg, für das Amt des Gouverneurs: Er unterlag dem Republikaner Henry Augustus Buchtel deutlich. 1908 gehörte er dem Democratic National Committee an.
Alva Adams, nach dem das Adams County benannt wurde, starb am 1. November 1922 an Diabetes. Mit seiner Frau Ella Nye hatte er einen Sohn: Alva B. Adams vertrat den Staat Colorado zwischen 1923 und 1941 zweimal im US-Senat. Sein jüngerer Bruder William war von 1927 bis 1933 ebenfalls Gouverneur von Colorado.